# اچ‌ام‌اس براوو (۱۷۹۴)
اچ‌ام‌اس براوو (۱۷۹۴) (به انگلیسی: HMS Bravo (1794)) یک کشتی بود که طول آن ۹۶ فوت ۰ اینچ (۲۹٫۳ متر) بود. این کشتی در سال ۱۷۹۴ ساخته شد.